# Bouligneux

Bouligneux este o comună în departamentul Ain din estul Franței.